# Таммекюла
Та́ммекюла (ест. Tammeküla) — село в Естонії, у волості Ярва повіту Ярвамаа.

## Населення
Чисельність населення на 31 грудня 2011 року становила 23 особи.

## Історія
З 19 грудня 1991 до 21 жовтня 2017 року село входило до складу волості Імавере.